# Адміністративно-територіальна реформа в Казахстані (1993)
Адміністративно-територіальна реформа в Казахстані 1993 року — це перша значна система заходів щодо зміни в адміністративно-територіальному устрої Казахстану від початку незалежності 25 жовтня 1990 року.
Основою реформування став Закон Республіки Казахстан від 8 грудня 1993 року № 2572-ХІІ «Про адміністративно-територіальний устрій Республіки Казахстан» («Об административно-территориальном устройстве Республики Казахстан»).
Згідно з законом на території країни відбулись такі зміни:
- колишні сільські ради були перетворені в сільські округи (спочатку в законі звучали також аульні округи, однак іншим Законом від 21 січня 2013 року № 72-V вони були уніфіковані[2]);
- колишні селищні та міські ради були перетворені відповідно у селищні та міські адміністрації;
- до ліквідації з переліку населених пунктів підлягали ті населені пункти, населення яких складало менше 50 осіб; вони приєднувались до сусідніх населених пунктів
- до складу міських населених пунктів відійшли міста та лише ті селища (колишні селища міського типу), які перебували у підпорядкуванні міських адміністрацій; інші селища автоматично стали сільськими населеними пунктами
- райони у складі міст утворювались лише за умови, що місто є обласного або республіканського підпорядкування, столицею країни та повинно мати понад 400 тисяч осіб населення
- зміни щодо утворення чи ліквідації областей та районів, їхніх назв, призначення центрів областей чи районів, встановлення статусу міст може проводити президент країни
- зміни щодо території областей чи міст республіканського підпорядкування може проводити уряд країни
- зміни щодо території районів, міст обласного чи районного підпорядкування, їхніх адміністрацій, сільський округів, селищних адміністрацій, утворенні та ліквідації сільських населених пунктів можуть проводити обласні виконавчі та представницькі органи влади
- зміни щодо території населених пунктів можуть проводити районні виконавчі та представницькі органи влади
- зміни щодо міських районів можуть проводити міські виконавчі та представницькі органи влади